# Hannoverscher Sportverein von 1896 1965-1966
Questa voce raccoglie le informazioni riguardanti il Hannover nelle competizioni ufficiali della stagione 1965-1966.

## Stagione
Nella stagione 1965-1966 l'Hannover, allenato da Fiffi Kronsbein e Hannes Kirk, concluse il campionato di Bundesliga al 12º posto. In Coppa di Germania l'Hannover fu eliminato al primo turno dall'Amburgo. In Coppa delle Fiere l'Hannover fu eliminato agli ottavi di finale dal Barcellona.

## Rosa
| N. |                     | Ruolo | Calciatore           |
| -- | ------------------- | ----- | -------------------- |
|    | Germania (bandiera) | P     | Horst Grunenberg     |
|    | Germania (bandiera) | P     | Dieter Meyer         |
|    | Germania (bandiera) | P     | Horst Podlasly       |
|    | Germania (bandiera) | D     | Hannes Baldauf       |
|    | Serbia (bandiera)   | D     | Stevan Bena          |
|    | Germania (bandiera) | D     | Klaus Bohnsack       |
|    | Germania (bandiera) | D     | Bernd Kettler        |
|    | Germania (bandiera) | D     | Peter Kronsbein      |
|    | Germania (bandiera) | D     | Otto Laszig          |
|    | Germania (bandiera) | D     | Karl-Heinz Mülhausen |
|    | Germania (bandiera) | D     | Heinz Steinwedel     |
|    | Germania (bandiera) | D     | Helmut Thomassek     |

| N. |                     | Ruolo | Calciatore          |
| -- | ------------------- | ----- | ------------------- |
|    | Germania (bandiera) | C     | Bodo Fuchs          |
|    | Germania (bandiera) | C     | Fred Hoff           |
|    | Germania (bandiera) | C     | Winfried Mittrowski |
|    | Germania (bandiera) | C     | Udo Nix             |
|    | Germania (bandiera) | C     | Hans Siemensmeyer   |
|    | Germania (bandiera) | A     | Jürgen Bandura      |
|    | Germania (bandiera) | A     | Wilfried Fricke     |
|    | Germania (bandiera) | A     | Werner Gräber       |
|    | Germania (bandiera) | A     | Fred Heiser         |
|    | Germania (bandiera) | A     | Heiner Klose        |
|    | Germania (bandiera) | A     | Walter Rodekamp     |

## Organigramma societario
Area tecnica
- Allenatore: Hannes Kirk
- Allenatore in seconda:
- Preparatore dei portieri:
- Preparatori atletici:

## Calciomercato

### Sessione estiva
| Acquisti | Acquisti          | Acquisti        | Acquisti |
| R.       | Nome              | da              | Modalità |
| -------- | ----------------- | --------------- | -------- |
| D        | Stevan Bena       | Monaco 1860     |          |
| P        | Horst Grunenberg  | 1. FC Pforzheim |          |
| C        | Hans Siemensmeyer | RW Oberhausen   |          |

| Cessioni | Cessioni         | Cessioni       | Cessioni |
| R.       | Nome             | a              | Modalità |
| -------- | ---------------- | -------------- | -------- |
| A        | Eberhard Herbst  | Itzehoer SV 09 |          |
| P        | Rainer Steinbach | Göttingen      |          |

## Risultati

### Bundesliga

#### Girone di andata
| Arbitro: | Heumann |

|  |           |             |
|  | Marcatori | 30’ Bandura |

| Arbitro: | Weyland |

|                        |           |            |
| Heiser 52’ Bandura 67’ | Marcatori | 73’ Ferner |

| Arbitro: | Fritz |

|                                                      |           |  |
| Konietzka 14’, 57’, 60’ Brunnenmeier 67’ Grosser 72’ | Marcatori |  |

| Arbitro: | Mathieu |

|                                                         |           |               |
| Siemensmeyer 30’ Rodekamp 35’ Bandura 57’ Mülhausen 86’ | Marcatori | 43’ Grabowski |

| Arbitro: | Deuschel |

|                           |           |               |
| Bäse 55’ Ulsaß 83’ (rig.) | Marcatori | 90’ Mülhausen |

| Arbitro: | Riegg |

|                                                                               |           |  |
| Siemensmeyer 5’ Rodekamp 11’, 37’ Bandura 45’ Mittrowski 60’ Leist 90’ (aut.) | Marcatori |  |

| Arbitro: | Siepe |

|        |           |                                                        |
| Zeh 7’ | Marcatori | 24’ Siemensmeyer 37’ Bena 44’, 70’ Rodekamp 76’ Heiser |

| Arbitro: | Hennig |

|                                                                       |           |                            |
| Bandura 3’ Siemensmeyer 14’ Rodekamp 27’ Heiser 68’ Laszig 77’ (rig.) | Marcatori | 67’ Dürrschnabel 87’ Dobat |

| Arbitro: | Ott |

|                              |           |  |
| Netzer 53’ (rig.) Laumen 75’ | Marcatori |  |

| Arbitro: | Tschenscher |

|            |           |         |
| Laszig 32’ | Marcatori | 7’ Held |

| Arbitro: | Thier |

|                     |           |             |
| Dörfel 61’ Wulf 88’ | Marcatori | 8’ Rodekamp |

| Arbitro: | Schmidt |

|                                   |           |                                              |
| Mülhausen 14’, 44’ (rig.) Nix 60’ | Marcatori | 32’ Ohlhauser 47’ Brenninger 54’, 58’ Müller |

| Arbitro: | Ott |

|                        |           |                  |
| Volkert 55’ Brungs 70’ | Marcatori | 71’ Siemensmeyer |

| Arbitro: | Wengenmayer |

|              |           |  |
| Herrmann 44’ | Marcatori |  |

| Arbitro: | Fischer |

|                                |           |  |
| Rodekamp 8’ Hoff 15’, 64’, 89’ | Marcatori |  |

| Arbitro: | Hoffmann |

|                                                           |           |                       |
| Peters 12’ Entenmann 15’ Mülhausen 46’ (aut.) Huttary 68’ | Marcatori | 62’, 87’ Siemensmeyer |

| Arbitro: | Regely |

|  |           |                                             |
|  | Marcatori | 14’ (rig.) Nolden 16’ Krämer 42’ van Haaren |

#### Girone di ritorno
| Arbitro: | Betz |

|            |           |          |
| Gräber 26’ | Marcatori | 20’ Löhr |

| Arbitro: | Tschenscher |

|                                           |           |                                    |
| Zebrowski 3’ Danielsen 65’ Schimeczek 73’ | Marcatori | 19’ Rodekamp 36’ Heiser 40’ Gräber |

| Arbitro: | Thier |

|  |           |                  |
|  | Marcatori | 70’ Brunnenmeier |

| Arbitro: | Treichel |

|  |           |                  |
|  | Marcatori | 68’ Siemensmeyer |

| Arbitro: | Siepe |

|                  |           |              |
| Siemensmeyer 31’ | Marcatori | 59’ Krafczyk |

| Arbitro: | Heumann |

|           |           |  |
| Kuntz 65’ | Marcatori |  |

| Arbitro: | Biwersi |

|                                                     |           |  |
| Rodekamp 14’ Bandura 22’, 58’ Siemensmeyer 25’, 59’ | Marcatori |  |

| Arbitro: | Schmidt |

|          |           |  |
| Wild 35’ | Marcatori |  |

| Arbitro: | Gusenburger |

|                                      |           |              |
| Rodekamp 11’ Siemensmeyer 63’ (rig.) | Marcatori | 13’ Heynckes |

| Arbitro: | Handwerker |

|                                          |           |  |
| Emmerich 45’ (rig.), 84’, 89’ Kurrat 76’ | Marcatori |  |

| Hannover 2 aprile 1966, ore 16:00 CET 28ª giornata | Hannover 96 | 0 – 0 referto | Amburgo | Niedersachsenstadion (38 000 spett.)\| Arbitro: \| Schreiner \| |
| Arbitro:                                           | Schreiner   |               |         |                                                                 |

| Arbitro: | Baumgärtel |

|                                          |           |                  |
| Ohlhauser 13’ Beckenbauer 73’ Müller 77’ | Marcatori | 42’ Siemensmeyer |

| Arbitro: | Fritz |

|                               |           |                                  |
| Siemensmeyer 6’ Mülhausen 53’ | Marcatori | 82’ Brungs 87’ (aut.) Steinwedel |

| Arbitro: | Tschenscher |

|  |           |                           |
|  | Marcatori | 31’, 62’ Kreuz 83’ Rausch |

| Arbitro: | Heumann |

|                      |           |            |
| Reitgassl 85’ (rig.) | Marcatori | 52’ Heiser |

| Arbitro: | Voß |

|                                                  |           |                           |
| Rodekamp 28’ Klose 78’ Siemensmeyer 79’ Bena 90’ | Marcatori | 57’ Entenmann 70’ Seibold |

| Arbitro: | Binder |

|                 |           |                       |
| Mielke 50’, 63’ | Marcatori | 57’ Rodekamp 83’ Bena |

### Coppa di Germania
| Arbitro: | Malka |

|                             |           |                                                 |
| Siemensmeyer 67’ Gräber 78’ | Marcatori | 1’ Dörfel 4’ Krug 16’ Pohlschmidt 89’ Dieckmann |

### Coppa delle Fiere
| Arbitro: | Poulsen |

|                                                      |           |  |
| Rodekamp 5’ Siemensmeyer 7’, 79’ Bandura 65’ Nix 74’ | Marcatori |  |

| Arbitro: | Arribas |

|                              |           |         |
| António 21’ Pinto 66’ (rig.) | Marcatori | 42’ Nix |

| Arbitro: | Geluck |

|                       |           |            |
| Siemensmeyer 15’, 55’ | Marcatori | 44’ Zaldúa |

| Arbitro: | Phillips |

|           |           |  |
| Fusté 61’ | Marcatori |  |

| Arbitro: | Taylor |

|             |           |           |
| Bandura 11’ | Marcatori | 88’ Pujol |

## Statistiche

### Statistiche di squadra
| Competizione      | Punti | In casa | In casa | In casa | In casa | In casa | In casa | In trasferta | In trasferta | In trasferta | In trasferta | In trasferta | In trasferta | Totale | Totale | Totale | Totale | Totale | Totale | DR |
| Competizione      | Punti | G       | V       | N       | P       | Gf      | Gs      | G            | V            | N            | P            | Gf           | Gs           | G      | V      | N      | P      | Gf     | Gs     | DR |
| ----------------- | ----- | ------- | ------- | ------- | ------- | ------- | ------- | ------------ | ------------ | ------------ | ------------ | ------------ | ------------ | ------ | ------ | ------ | ------ | ------ | ------ | -- |
| Bundesliga        | 30    | 17      | 8       | 5       | 4       | 40      | 23      | 17           | 3            | 3            | 11           | 19           | 34           | 34     | 11     | 8      | 15     | 59     | 57     | +2 |
| Coppa di Germania | -     | 1       | 0       | 0       | 1       | 2       | 4       | 0            | 0            | 0            | 0            | 0            | 0            | 1      | 0      | 0      | 1      | 2      | 4      | -2 |
| Coppa delle Fiere | -     | 3       | 2       | 1       | 0       | 8       | 2       | 2            | 0            | 0            | 2            | 1            | 3            | 5      | 2      | 1      | 2      | 9      | 5      | +4 |
| Totale            | 30    | 21      | 10      | 6       | 5       | 50      | 29      | 19           | 3            | 3            | 13           | 20           | 37           | 40     | 13     | 9      | 18     | 70     | 66     | +4 |

### Andamento in campionato
| Giornata  | 1 | 2 | 3 | 4 | 5 | 6 | 7 | 8 | 9 | 10 | 11 | 12 | 13 | 14 | 15 | 16 | 17 | 18 | 19 | 20 | 21 | 22 | 23 | 24 | 25 | 26 | 27 | 28 | 29 | 30 | 31 | 32 | 33 | 34 |
| --------- | - | - | - | - | - | - | - | - | - | -- | -- | -- | -- | -- | -- | -- | -- | -- | -- | -- | -- | -- | -- | -- | -- | -- | -- | -- | -- | -- | -- | -- | -- | -- |
| Luogo     | T | C | T | C | T | C | T | C | T | C  | T  | C  | T  | T  | C  | T  | C  | C  | T  | C  | T  | C  | T  | C  | T  | C  | T  | C  | T  | C  | C  | T  | C  | T  |
| Risultato | V | V | P | V | P | V | V | V | P | N  | P  | P  | P  | P  | V  | P  | P  | N  | N  | P  | V  | N  | P  | V  | P  | V  | P  | N  | P  | N  | P  | N  | V  | N  |
| Posizione | 4 | 3 | 7 | 5 | 7 | 5 | 5 | 4 | 4 | 5  | 6  | 7  | 10 | 11 | 8  | 10 | 10 | 11 | 11 | 12 | 11 | 11 | 11 | 10 | 12 | 10 | 12 | 13 | 13 | 12 | 13 | 13 | 12 | 12 |

Legenda:

Luogo: C = Casa; T = Trasferta. Risultato: V = Vittoria; N = Pareggio; P = Sconfitta.

### Statistiche dei giocatori
| Giocatore       | Bundesliga | Bundesliga | Bundesliga  | Bundesliga | Coppa di Germania | Coppa di Germania | Coppa di Germania | Coppa di Germania | Coppa delle Fiere | Coppa delle Fiere | Coppa delle Fiere | Coppa delle Fiere | Totale   | Totale | Totale      | Totale     |
| Giocatore       | Presenze   | Reti       | Ammonizioni | Espulsioni | Presenze          | Reti              | Ammonizioni       | Espulsioni        | Presenze          | Reti              | Ammonizioni       | Espulsioni        | Presenze | Reti   | Ammonizioni | Espulsioni |
| --------------- | ---------- | ---------- | ----------- | ---------- | ----------------- | ----------------- | ----------------- | ----------------- | ----------------- | ----------------- | ----------------- | ----------------- | -------- | ------ | ----------- | ---------- |
| P. Anders       | 0          | 0          | 0           | 0          | 0                 | 0                 | 0                 | 0                 | 0                 | 0                 | 0                 | 0                 | 0        | 0      | 0           | 0          |
| H. Baldauf      | 5          | 0          | 0           | 0          | 1                 | 0                 | 0                 | 0                 | 0                 | 0                 | 0                 | 0                 | 6        | 0      | 0           | 0          |
| J. Bandura      | 30         | 7          | 0           | 0          | 1                 | 0                 | 0                 | 0                 | 5                 | 2                 | 0                 | 0                 | 36       | 9      | 0           | 0          |
| S. Bena         | 20         | 3          | 0           | 0          | 1                 | 0                 | 0                 | 0                 | 5                 | 0                 | 0                 | 0                 | 26       | 3      | 0           | 0          |
| K. Bohnsack     | 15         | 0          | 0           | 0          | 0                 | 0                 | 0                 | 0                 | 2                 | 0                 | 0                 | 0                 | 17       | 0      | 0           | 0          |
| C. Breuer       | 0          | 0          | 0           | 0          | 0                 | 0                 | 0                 | 0                 | 0                 | 0                 | 0                 | 0                 | 0        | 0      | 0           | 0          |
| K. Esch         | 0          | 0          | 0           | 0          | 0                 | 0                 | 0                 | 0                 | 0                 | 0                 | 0                 | 0                 | 0        | 0      | 0           | 0          |
| W. Fricke       | 2          | 0          | 0           | 0          | 0                 | 0                 | 0                 | 0                 | 0                 | 0                 | 0                 | 0                 | 2        | 0      | 0           | 0          |
| B. Fuchs        | 15         | 0          | 0           | 1          | 0                 | 0                 | 0                 | 0                 | 5                 | 0                 | 0                 | 0                 | 20       | 0      | 0           | 1          |
| H. Grunenberg   | 0          | 0          | 0           | 0          | 0                 | 0                 | 0                 | 0                 | 1                 | 0                 | 0                 | 0                 | 1        | 0      | 0           | 0          |
| W. Gräber       | 17         | 2          | 0           | 0          | 1                 | 1                 | 0                 | 0                 | 4                 | 0                 | 0                 | 0                 | 22       | 3      | 0           | 0          |
| F. Heiser       | 16         | 5          | 0           | 0          | 1                 | 0                 | 0                 | 0                 | 1                 | 0                 | 0                 | 0                 | 18       | 5      | 0           | 0          |
| F. Hoff         | 11         | 3          | 0           | 0          | 0                 | 0                 | 0                 | 0                 | 1                 | 0                 | 0                 | 0                 | 12       | 3      | 0           | 0          |
| B. Kettler      | 11         | 0          | 0           | 0          | 0                 | 0                 | 0                 | 0                 | 0                 | 0                 | 0                 | 0                 | 11       | 0      | 0           | 0          |
| H. Klose        | 6          | 1          | 0           | 0          | 0                 | 0                 | 0                 | 0                 | 1                 | 0                 | 0                 | 0                 | 7        | 1      | 0           | 0          |
| P. Kronsbein    | 2          | 0          | 0           | 0          | 0                 | 0                 | 0                 | 0                 | 2                 | 0                 | 0                 | 0                 | 4        | 0      | 0           | 0          |
| O. Laszig       | 28         | 2          | 0           | 0          | 0                 | 0                 | 0                 | 0                 | 4                 | 0                 | 0                 | 0                 | 32       | 2      | 0           | 0          |
| D. Meyer        | 0          | 0          | 0           | 0          | 0                 | 0                 | 0                 | 0                 | 0                 | 0                 | 0                 | 0                 | 0        | 0      | 0           | 0          |
| W. Mittrowski   | 33         | 1          | 0           | 0          | 1                 | 0                 | 0                 | 0                 | 4                 | 0                 | 0                 | 0                 | 38       | 1      | 0           | 0          |
| K. Mülhausen    | 20         | 5          | 0           | 0          | 1                 | 0                 | 0                 | 0                 | 3                 | 0                 | 0                 | 0                 | 24       | 5      | 0           | 0          |
| U. Nix          | 19         | 1          | 0           | 0          | 0                 | 0                 | 0                 | 0                 | 2                 | 2                 | 0                 | 0                 | 21       | 3      | 0           | 0          |
| H. Podlasly     | 34         | 0          | 0           | 0          | 1                 | 0                 | 0                 | 0                 | 4                 | 0                 | 0                 | 0                 | 39       | 0      | 0           | 0          |
| K. Poulsen      | 0          | 0          | 0           | 0          | 0                 | 0                 | 0                 | 0                 | 0                 | 0                 | 0                 | 0                 | 0        | 0      | 0           | 0          |
| W. Rodekamp     | 34         | 13         | 0           | 0          | 1                 | 0                 | 0                 | 0                 | 5                 | 1                 | 0                 | 0                 | 40       | 14     | 0           | 0          |
| H. Siemensmeyer | 30         | 15         | 0           | 0          | 1                 | 1                 | 0                 | 0                 | 5                 | 4                 | 0                 | 0                 | 36       | 20     | 0           | 0          |
| H. Steinwedel   | 26         | 0          | 0           | 0          | 1                 | 0                 | 0                 | 0                 | 1                 | 0                 | 0                 | 0                 | 28       | 0      | 0           | 0          |
| R. Stiller      | 0          | 0          | 0           | 0          | 0                 | 0                 | 0                 | 0                 | 0                 | 0                 | 0                 | 0                 | 0        | 0      | 0           | 0          |
| H. Straschitz   | 0          | 0          | 0           | 0          | 0                 | 0                 | 0                 | 0                 | 0                 | 0                 | 0                 | 0                 | 0        | 0      | 0           | 0          |
| H. Thomassek    | 0          | 0          | 0           | 0          | 0                 | 0                 | 0                 | 0                 | 0                 | 0                 | 0                 | 0                 | 0        | 0      | 0           | 0          |